# Euphorbia decorsei
Euphorbia decorsei är en törelväxtart som beskrevs av Emmanuel Drake del Castillo. Euphorbia decorsei ingår i släktet törlar, och familjen törelväxter. IUCN kategoriserar arten globalt som starkt hotad. Inga underarter finns listade i Catalogue of Life.